# げんしじん事務所
げんしじん事務所（げんしじんじむしょ）は、東京都板橋区の芸能事務所である。 商号は有限会社げんしじん事務所。

## 概要
- 主にお笑いタレントが所属する事務所。ライブは主になかの芸能小劇場やなかのZERO視聴覚ホールで行っている。
- 1995年にフリーの芸人だったげんしじんが設立。有限会社化する前は「（無）げんしじん事務所」と表記していた。

## 所属芸人
- げんしじん - 代表取締役社長
- ADマーフィー
- こばんざめ佐藤
- スルメ
- ただし×こうじ（ただし、こうじ）
- ノースナイン（松田純輝、グッジョブ！しもだ）
- まりも

## 過去に所属していた芸人
- 亀子のぶお
- ストロベリーキャット
- 炭水化物
- ディーゼルエンジン
- BBゴロー
- マスクマン
- 湯川☆たまねぎ
- ン・スピットタ
- 爆烈ラスベガス
- ハニーベージュ
- レム色
- サノ発電機
- バード238
- バースデーパーティーズ
- まさし
- にわとりとたまご
- 加藤ミリガン
- 大木堂ゆば - 2014年4月死去
- 虹の黄昏（かまぼこ体育館、野沢ダイブ禁止） - 2020年11月末に退社、フリーとなる
- ぐたく
- 小豆まりちゃんズ（小豆まり、相川康治）

## 事務所ライブ
月に6回事務所ライブを行っている。
- 新薬芸品バイパス - バトルコーナー出演者の中から「P級サマンサ」バトルコーナーの出演者を選出。
- P級サマンサ - バトルコーナー出演者の中から「雑音フェティッシュ」バトルコーナーの出演者を選出。
- 雑音フェティッシュ
- 芸カテゴライズ - 漫才、コント、ピン芸、ものまね、スベリ芸などコーナーごとにネタを披露する。

このライブ限定のユニット 「ぐたく&ADマーフィー」、「横革級虫」（げんしじん・ヨナ・福間秀倫）も存在する。
2009年10月24日で一旦終了。翌年3月5日に再開。
- 爆笑あまにゃま寄席 - ベテラン・中堅コーナーには寒空はだか、シベリア文太、ショウショウや普段は寄席で活動している笑組、すず風にゃん子・金魚、Wコロン、ぶるうたす、ホームラン、ミスター梅介なども出演している。
- ピンの会
- なかの発！一分ネタ王座決定戦 - 毎年8月に行われている。優勝賞金50000円。

## 公式サイト
- げんしじん事務所 公式サイト
- げんしじん事務所 (@g_s_j_0601) - X（旧Twitter）
- げんしじん事務所Genshijin-jimusho - YouTubeチャンネル